# 호취훈
호취훈(胡就勳, 1894년 5월 29일 ~ 1947년 2월 27일)은 일제강점기의 독립운동가이다.

## 학력
- 평안남도 평양 종로보통학교 졸업(1907년)
- 평안남도 평양고등보통학교 졸업(1913년)
- 경성 연희전문학교 문과 1년 중퇴(1913년)
- 평안남도 평양신학교 1년 중퇴(1914년)
- 함경남도 원산 협성신학교 1년 중퇴(1915년)

## 경력
- 소련 군정 북조선 평안남도 용강군 태수(蘇聯 軍政 北朝鮮 平安南道 龍岡郡 太守, 임기: 1945년 12월 15일 ~ 1946년 9월 20일)

## 생애
1919년 3월 6일 평안남도 용강군 해운면 온정리(平安南道 龍岡郡 海雲面 溫井里) 장터에서 전개된 대한 독립 만세 시위 운동에 참가하였다.
1919년 3.1 운동이 전국적으로 전개되었을 때 이에 앞서 2월 27일 평안남도 진남포 신흥리(平安南道 鎭南浦 新興里) 교회에서의 한국기독교선교 100주년을 기념하기 위한 모임에 참가하였다가(당시: 평안남도 용강군 감리교 청년회장) 3월 1일 하오 2시 홍기황 君이 독립선언서를 읽은 것을 듣고 대한 독립 만세 운동에 참가 후, 향리로 돌아와 온정리 장날에 만세 운동을 주도 하셨으며, 3월초 시작된 독립운동은 4월 중순까지 진행되다 4월말 일본군의 검거 선풍으로 인하여 지하 운동으로 바뀌었음. 3월 독립 운동때 온정리에 진압 차 출동한 헌병이 100명이고 맞아 죽은 헌병도 2명이었다. 이 사건으로 검거되었으며, 대정 8년 5월 10일 진남포 지청 및 평양 복심 법원이 언도한 판결에 대하여 상고 경성고등법원에서 재판시 검사가 무식함으로 가여이 여기며 ‘잘못했다’고 말하라는 사주를 받았음에도 불구하고 "아직도 잘못이 없다. 우리나라 대한(大韓)이 독립하였다는데 내 어찌 만세를 부르지 않겠는가..."라고 진술하여 보안법 위반으로 징역 1년형 선고를 받고 서대문 형무소에서 복역하였다. 당시 관련 재판의 기록이 아직도 대한민국 행정자치부 예하 국가기록원에 남아 전하고 있으며(대정 8년(1920년) 형상 제158호 판결서) 1920년 5월, 만기 출감후 깨달음이 있어 짚풀 새끼와 초신을 팔아 온천교회(평안남도 용강군 귀성면 장찬리)를 설립하고, 과수원을 경영해서는 학림학교를 설립하여 후학 양성을 도모하고 민족 정신 및 근대 계몽 정신을 고취하는데 주력하고 본인의 사업 관련 기반을 근거로써 주변의 어려운 가정을 지원하는 사업을 많이 하였다고 한다. 후일 1940년 축산 양계(畜産 養鷄) 업종에 눈 떠 닭 5,000수를 키워 일본군 제103전투비행장 건설 시에는 일본군에게 계란을 공급하였는데 일군 병사가 닭을 잡아가자 "일본이 망했다."고 외쳤다는 것이다. 일헌(日憲)이 이를 수상히 여겨 반문한즉 "달걀을 낳는 닭을 먹으니 차라리 망하지 않겠는가"고 답변하였다는 일화가 남아 있으며. 민족대표 33인의 한명인 신석구(申錫九) 목사와 같이 독립 운동 관련 자금을 모집하여 해마다 1회씩 중화민국 국민정부 대륙 본토로 조달하는 작전 사업을 하였다. 1945년 8월 15일 조선 광복 후 소련 공산당 지배하에 있었던 관계로 일본군에게 군납을 하였다는 이유와 교회 및 학교가 비행장의 군보급창으로 증발 사용되었다는 것과 당시 과수원을(평남 용강 석찬리 449번지) 기점으로 사방 30리의 토지를 소유한 대지주(호족 계급)였던 관계로 투옥되었다가 악질 지주가 아닌 사회사업가로서 독립운동의 이력이 밝혀지고 교회 및 학교가 연합군의 폭격 대상에서 제외된다는 이유로 일본이 강제 증발한 것이 증명되어 석방되었지만 투옥시 심한 고문과 정신적 충격의 후유증으로 인하여 1947년 2월 27일 사망(병사)하였다.

## 기독교 관련 시설
- 학림학교(鶴林學校)
- 소 재 지: 평안남도 용강군 해운면(海雲面) 당찬리
- 설 립 자: 호도훈 권사, 호취훈(胡就勳) 권사
- 설립연도: 1909년
- 수업연한: 6년제
- 설립연혁: 1909년 海雲面 당찬리에 설립된 감리교회 부설 교육기관으로 1935년 당시 교장 김태훈(金泰勳)과 교사 3명이 봉직하였으며 학생수는 162명이었으며, 군내에서 역사가 깊고 많은 인재를 배출한 명성이 높은 사립학교이다.[3]

- 온정리교회(감리교회)
- 소재지: 평안남도 용강군 해운면 온정리
- 설립자: 호취훈(胡就勳) 목사, 호도훈 장로, 호모훈 집사
- 설립연도: 1933년
- 목사: 호취훈(胡就勳) 담임목사
- 교인수: 200명[4]

## 사후
대한민국 정부에서는 2009년 3월 1일을 기하여 대한민국 건국훈장 애족장을 추서하였다.

## 가족 관계
- 자녀 : 슬하 7남 1녀
  - 장남: 호인수
  - 차남: 호인순
  - 3남: 호인평
  - 4남: 호인영
  - 5남: 호인구
  - 6남: 호인백
  - 7남 호인만
  - 막내딸: 호인명
- 형제
  - 형: 호도훈
  - 남동생: 호모훈
- 직계 친인척
  - 친조부: 호경우